# El Ciervo
El Ciervo es una revista independiente de pensamiento y cultura, editada en Barcelona desde 1951 por El Ciervo 96 S.A. Ha sido dirigida por Lorenzo Gomis (hasta su muerte en 2005), Rosario Bofill (hasta su muerte en 2011), Jordi Pérez Colomé (2011-2015) y Jaume Boix Angelats (desde 2015). Se publica en lengua castellana, con periodicidad bimestral, y tiene suscriptores de todas las provincias de España, además de en otros diecisiete países. 
La revista fue fundada en Barcelona, en 1951, por un grupo de estudiantes universitarios que erigieron su proyecto sobre una base de valores cristianos y progresistas Con el paso de los años, El Ciervo se ha convertido en la decana de la prensa española de pensamiento y cultura. En julio/agosto de 2023 publica su número 800. En 2020, año del 70 aniversario de su publicación ininterrumpida, fue galardonada por el Ministerio de Cultura con el Premio Nacional al Fomento de la Lectura. Ha recibido, además, la Medalla de Oro al Mérito en las Bellas Artes y la Medalla al Mérito Cultural de la Ciudad de Barcelona.

## Historia

### Fundación de El Ciervo
El propósito de fundar una revista cultural vino de la mano de Francisco Condomines y Claudio Colomer Marqués, el entonces director de El Correo Catalán. Ambos eran miembros de la Asociación Católica Nacional de Propagandistas (ACNP) que, en el inicio de la década de los 50, buscaba un proyecto que llamara a gente joven para participar en él y encabezarlo. En la lista de convocados a la reunión para presentar la idea había varios nombres que terminarían formando parte de El Ciervo, entre los cuales el de Lorenzo Gomis, que sería su director durante más de cincuenta años. En aquella época, algunas cafeterías de Barcelona, como el bar Términus, la Turia o el Velódromo en Barcelona, sirvieron como redacciones improvisadas de los números de la incipiente revista. El primero de ellos se publicó el 30 de junio de 1951, pero las inquietudes de aquellos jóvenes distaban mucho de la ideología y la doctrina nacional católica, de modo que ya en los primeros meses terminaron deshaciéndose de la tutela de la ACNP y, con Lorenzo Gomis como director ya en 1952, iniciaron su andadura independiente. 

### Paso por el franquismo
El Ciervo pronto se orientó hacia el ámbito cultural, político y del pensamiento, proponiendo una vía crítica y renovadora que disentía en la España de la dictadura. Esta posición social precedió a la reforma del Concilio Vaticano II, con cuya voluntad de transformación la revista congenió, lo que le permitió obtener un gran reconocimiento como referente de liberalidad y aperturismo. El Ciervo fue entonces una ventana por la que entraron en España aires de modernidad y renovación. Esto, como en toda dictadura, tenía su riesgo y su precio, y la revista tuvo que verse en la tesitura de sortear la censura, recibir multas e, incluso, amenazas y agresiones de grupos ultraderechistas como el autodenominado V Comando Adolfo Hitler que, a punta de pistola, asaltó la redacción de la revista el 4 de julio del 1973. El grupo de neonazis destrozó buena parte del mobiliario, biblioteca y archivo del local, ató en una silla a una secretaria, la única que en aquel momento —la hora de comer— estaba presente, y dejó en las paredes mensajes de odio y de ideología fascista. El suceso se dio a conocer en medios de la prensa internacional como La Vanguardia, Le Monde, Herald Tribune, Times o Frankfurter Allgemeine. La policía no supo encontrar a los responsables y a las pocas semanas archivó el caso. 

### De la democracia en adelante
Así, con los años, fue abriéndose paso El Ciervo con una línea editorial plural y dialogante con la que contribuyó al proceso de la Transición y la consolidación de la democracia y al gran proyecto de construcción de la Unión Europea. La inspiración cristiana de los inicios siempre se ha mantenido en la esencia humanista y en una espiritualidad que impregna sus ideales de libertad, justicia social, fraternidad universal y defensa de los derechos humanos. 
Desde el año 2015, la revista está dirigida por el que fue director del Diari de Barcelona Jaume Boix Angelats, periodista de larga trayectoria que inició su carrera como estudiante en El Ciervo de los años 70 y ha sido redactor, entre otros medios, de El Correo Catalán, El Periódico de Catalunya o El País, director de programas y documentales para la televisión y autor de diversos libros de temática periodística.

## Origen del nombre
El nombre de la revista lo propuso Joan Gomis, ensayista, novelista, pintor y activista social que estuvo con su hermano Lorenzo en el proyecto desde su fundación. Joan Gomis se inspiró en un versículo del salmo 42 de la Biblia: “Sicut cervus fontes aquarum ita desiderat anima mea te Deus”, “Como el ciervo busca el agua de las fuentes, así mi alma te desea, Señor”. También el logotipo de El Ciervo fue obra de Joan Gomis, cuyas ilustraciones dieron carácter e identidad a la revista. 

## Colaboradores históricos
A lo largo de su recorrido e influencia en la escena cultural de ocho décadas, El Ciervo ha contado con firmas de gran prestigio como las de José María Valverde, José Luis López Aranguren, Miguel Delibes, José María de Llanos, Alfonso Carlos Comín, José Antonio González Casanova, José Ignacio Montobbio, Miquel Siguán, Salvador Giner, Eugenio Trías, Francisco Rico, Pedro Laín Entralgo, Jordi Maragall, Lluís Foix, Pere Casaldàliga, José Ángel Valente, Rosario Bofill, Adela Cortina, Victoria Camps, Joan y Joaquim Gomis, Enrique Miret Magdalena, Federico Mayor Zaragoza, Daniel Innerarity, Reyes Mate, José Corredor-Matheos o Enrique Badosa, entre otros muchas.
La revista convoca anualmente dos premios: El Ciervo-Enrique Ferrán de artículos periodísticos y el de poesía para poemas escritos en catalán, castellano, euskera o gallego.   

## Premios a la revista
- Medalla de Oro al Mérito en las Bellas Artes (1991)
- Medalla al Mérito Cultural de la Ciudad de Barcelona (2001)
- Premio Nacional al Fomento de la Lectura (2020)